# 1876
Промислова революція •  Колоніальні імперії •  Національно-визвольні рухи • Робітничий рух

## Геополітична ситуація
У Росії царює імператор Олександр II (до 1881). Російській імперії належить більша частина України, значна частина Польщі, Грузія, Закавказзя, Фінляндія, Бухарське ханство, Хівинське ханство. Україну розділено між двома державами — Королівство Галичини та Володимирії належить Австрії, Правобережжя, Лівобережжя та Крим — Російській імперії.
В Османській імперії за рік змінилося три султани: Абдул-Азіза змінив Мурад V, а Мурада V змістив Абдул-Гамід II (до 1909). Під владою османів перебувають Близький Схід та Єгипет, Середземноморське узбережжя Північної Африки, Болгарія. Васалами османів є Сербія та Боснія, але повсюди на Балканах здійнялися повстання.
В Австро-Угорщині править Франц-Йосиф I (до 1916). Імперія охоплює, крім австрійських та угорських земель, Хорватію, Трансильванію, Богемію. Німецьку імперію очолює Вільгельм I (до 1888). Королівство Баварія — Людвіг II (король Баварії) (до 1886).
У Франції при владі Третя французька республіка. Франція має колонії в Алжирі, Карибському басейні, Південній Америці в Індокитаї та Індії. Королівство Іспанія очолює Альфонс XII (до 1885). Іспанії належать частина островів Карибського басейну, Філіппіни. У Португалії править Луїш I (до 1889). Португалія має володіння в Африці, Індії, Індійському океані й Індонезії.
У Великій Британії триває Вікторіанська епоха — править королева Вікторія (до 1901). Британська імперія має колонії в Північній Америці, на Карибах, в Африці та Індії. Королівство Нідерланди очолює Віллем III (до 1890). Король Данії та Норвегії — Кристіан IX (до 1906), Оскар II сидить на шведському троні (до 1907). Королівство Італія очолює Віктор Емануїл II (до 1878).
Бразильську імперію очолює Педру II (до 1889). Посаду президента США обіймає Улісс Грант. Територію на півночі північноамериканського континенту займає Канадська конфедерація (домініон Великої Британії), територія на півдні континенту належить Мексиці.
В Ірані при владі Каджари. Владу над Індостаном утримує Британська корона. У Бірмі править династія Конбаун, у В'єтнамі — династія Нгуєн, у Сіамі — династія Чакрі. У Китаї володарює Династія Цін. У Японії триває період Мейдзі.

## Події

### В Україні
- 18 травня (30 травня) російський імператор Олександр II підписав Емський указ, спрямований на придушення української культури.

### У світі
- 26 лютого укладено Канхваський договір між Японією та Кореєю.
- 28 лютого іспанський інфант Карлос Молодший утік у Францію, що знаменувало завершення карлістських воєн.
- 20 березня внаслідок реформ у Швеції Луї Ґергард де Геер став прем'єр-міністром країни.
- У квітні спалахнуло й було придушене турками квітневе повстання в Болгарії.
- 30 травня Мурад V став турецьким султаном, скинувши свого дядька Абдул-Азіза.
- 25—26 червня відбулася битва при Літтл-Біггорн, в якій індіанці завдали поразки підрозділу американської армії на чолі з Джорджом Армстронгом Кастером.
- 1 липня Сербія, а 2 липня Чорногорія, оголосили війну Отоманській імперії.
- 8 липня Росія та Австро-Угорщина уклали Рейхштадтську угоду з метою поділити Балкани.
- 1 серпня Колорадо увійшло до США 38 штатом.
- 31 серпня Абдул-Гамід II став турецьким султаном, змістивши Мурада V.
- 26 жовтня Хосе Марія Іглесіас став президентом Мексики.
- 7 листопада на президентських виборах у США переміг Резерфорд Гейз.
- 29 листопада президентом Мексики став Порфіріо Діас.
- 13 грудня підписано нову конституцію Отоманської імперії, завершивши період Танзимату.
- 23 грудня почалася Константинопольська конференція.
- Генріх Шліман почав розкопки Мікен.

### В суспільному житті
- Засновано
  - Райхсбанк у Німеччині.
  - Університет Джонса Гопкінса у США.
  - Компанію Ericsson у Швеції.
  - Фармацевтичну компанію Eli Lilly and Company у США.
  - Хімічну компанію Henkel у Німеччині.
  - Американську бібліотечну асоціацію
- У Філадельфії (США) відбулася Всесвітня виставка.
- У США стали виробляти пиво «Budweiser».
- У Японії самураям заборонили носити мечі.

### У науці
- 10 березня Александер Ґрехем Белл зробив перший успішний телефонний дзвінок. Першою фразою була «Mr. Watson, come here, I want to see you.» («Містере Ватсоне, зайдіть, я хочу вас бачити.»)
- Винайдення дугової лампи (свічка Яблочкова) П. Н. Яблочоковим.
- Мелвіл Дьюї розробив десяткову класифікацію друкованих праць.
- Роберт Кох відкрив, що Bacillus anthracis є збудником сибірки.
- Ніколаус Отто запатентував чотиритактний двигун внутрішнього згоряння.

### У мистецтві
- Марк Твен опублікував «Пригоди Тома Соєра».
- Льюїс Керрол видав «Полювання на Снарка».
- Відбулася прем'єра п'єси Генріка Ібсена «Пер Ґінт».
- Почалася публікація роману Еміля Золя «Пастка».
- Відбулися прем'єри опер Ріхарда Вагнера «Зіґфрід» та «Загибель богів».
- Едгар Дега написав каритину «Абсент».
- П'єр-Огюст Ренуар створив полотно «Танці у Мулен де ла Галетт».

### У спорті
- Заснована Футбольна асоціація Уельсу.
- У Лондоні відкрилася перша ковзанка зі штучним льодом.

## Народились
Дивись також Категорія:Народились 1876
- 3 січня — Вільгельм Пік, співзасновник Німецької Комуністичної партії, перший президент Німецької Демократичної Республіки (1949—1960 рр.)
- 5 січня — Люсьєн Булл, ірландський винахідник.
- 12 січня — Джек Лондон (Джон Гріффіт Чейні), американський письменник
- 3 березня — Йосафат (Коциловський), єпископ Української греко-католицької церкви, блаженний свщмч.
- 12 липня — Уточкін Сергій Ісайович, спортсмен кінця XIX століття — початку XX століття, льотчик-випробувач, пілот-авіатор (з 1910 року), піонер і пропагандист авіації.
- 7 серпня — Мата Харі (Маргарета Геєртруда Целле), нідерландська танцюристка, куртизанка і шпигунка
- 11 серпня — Мері Робертс Райнгарт, американська письменниця, авторка детективів
- 13 вересня — Шервуд Андерсон, американський письменник
- 6 жовтня — Сергій Єфремов, український вчений, політичний діяч, академік, літературознавець
- 23 листопада — Мануель де Фалья, іспанський композитор
- 20 грудня — Волтер Сідні Адамс, американський астроном

## Померли
Див. також Категорія:Померли 1876